# Culicoides altaicus
Culicoides altaicus är en tvåvingeart som beskrevs av Remm 1972. Culicoides altaicus ingår i släktet Culicoides och familjen svidknott. Inga underarter finns listade i Catalogue of Life.